# Coordenadas heliocéntricas
Suelen expresarse en coordenadas heliocéntricas todos los planetas, asteroides, cometas que giran en torno al Sol, incluida la Tierra.

## Cálculo de las coordenadas heliocéntricas de un planeta
Para el cálculo necesitamos tener actualizados los elementos orbitales del cuerpo en cuestión, que supondremos que es un planeta o un asteroide, pero que gira en órbita elíptica alrededor del Sol
Así por ejemplo para un planeta conocida la longitud del perihelio {\displaystyle {\bar {\omega }}\,} y en un instante dado la anomalía media M, podremos calcular la longitud media heliocéntrica sumando ambas cantidades. {\displaystyle Lm={\bar {\omega }}\,+M}

### Cálculo de la longitud celeste heliocéntrica
Ahora bien si resolvemos la ecuación de Kepler y calculamos la Anomalía excéntrica E y a partir de ahí la Anomalía verdadera V, podremos calcular la longitud celeste heliocéntrica sumando la longitud del perihelio y la Anomalía verdadera V.
{\displaystyle L={\bar {\omega }}\,+V}

También puede verse lo que aleja la ley de las áreas el movimiento medio del verdadero calculando V-M y añadir esta cantidad a la longitud media heliocéntrica para obtener la longitud celeste heliocéntrica.
{\displaystyle L=Lm+V-M\,}

### Cálculo de la latitud celeste heliocéntrica
Para calcular la latitud celeste heliocéntrica hay que sumar el argumento del perihelio {\displaystyle \omega \,} y la anomalía verdadera V, a esta cantidad se llama argumento de latitud {\displaystyle \omega +V\,} porque es lo que separa el planeta del Nodo ascendente y resolviendo un sencillo triángulo esférico rectángulo obtenemos la latitud:
{\displaystyle \sin(B)=\sin(i)\times \sin(\omega +V)\,}

### Cálculo de la distancia Sol cuerpo celeste
Será el radio vector de la elipse y por tanto se puede calcular mediante cualquiera de las fórmulas siguientes:
{\displaystyle r=a\times (1-e\times \cos(E))\,}
donde a es el semieje mayor de la órbita, e la excentricidad y E la Anomalía excéntrica.
{\displaystyle r={\frac {a\times (1-e^{2})}{1+e\times \cos(V)}}\,}
donde a es el semieje mayor de la órbita, e la excentricidad y V la Anomalía verdadera.

### Cálculo coordenadas cartesianas heliocéntricas
El planeta tiene unas coordenadas esféricas heliocéntricas (r, L,B) se pueden transformar a coordenadas cartesianas (x,y,z) eclípticas mediante:
{\displaystyle x=r\times \cos(L)\times \cos(B)}
{\displaystyle y=r\times \sin(L)\times \cos(B)}
{\displaystyle z=r\times \sin(B)}
o calcular las coordenadas cartesianas heliocéntricas (x,y,z) ecuatoriales mediante:
{\displaystyle x=Px\times r\times \cos V+Qx\times r\times \sin V}
{\displaystyle y=Py\times r\times \cos V+Qy\times r\times \sin V}
{\displaystyle z=Pz\times r\times \cos V+Qz\times r\times \sin V}
donde V es la anomalía verdadera, r la distancia del planeta al Sol y {\displaystyle {\vec {P}}(P_{x},P_{y},P_{z})\ y\ {\vec {Q}}(Q_{x},Q_{y},Q_{z})} unas cantidades auxiliares que vienen dados en función de los elementos orbitales, argumento del perihelio {\displaystyle \omega \,}, inclinación de la órbita{\displaystyle i\,}, excentricidad {\displaystyle e\,}, longitud del perihelio {\displaystyle {\bar {\omega }}\,} actualizados para la época T.

### Cálculo de la posición heliocéntrica de la Tierra (o del Sol)
Como un planeta más y siguiendo los mismos pasos se puede calcular R la distancia de la Tierra al Sol asumiendo {\displaystyle a=1} y calcular la longitud heliocéntrica de la Tierra pues la latitud es cero. En realidad se prefiere adaptar un criterio equivalente asumiendo que el que se mueve es el Sol y la Tierra está fija por lo que se habla de la longitud heliocéntrica del Sol, que difiere en 180º de la de la Tierra y calcular las coordenadas cartesianas del Sol respecto a la Tierra, que son las mismas pero cambiadas de signo.
De ahí se calculan las coordenadas cartesianas {\displaystyle (X,\ Y,\ Z)} eclípticas del Sol o mejor las coordenadas cartesianas heliocéntricas ecuatoriales del Sol mediante:
{\displaystyle X=R\times \cos(\omega +V)}
{\displaystyle Y=R\times \cos(\epsilon )\times \sin(\omega +V)}
{\displaystyle Z=R\times \sin(\epsilon )\times \sin(\omega +V)}
donde {\displaystyle \epsilon \,}es la Oblicuidad de la eclíptica y V la anomalía verdadera del Sol.

### Breve recuerdo de laTeoría heliocéntrica
Copérnico sugiere que la Tierra se movía alrededor del Sol, como un planeta más, y que el complicado movimiento de los planetas en el cielo era el resultado del movimiento de la Tierra alrededor del Sol combinado con el propio movimiento del planeta alrededor del Sol. Los bucles que describen los planetas en el cielo son una combinación de movimientos dado que vemos al planeta moverse desde un lugar la Tierra que tiene su propio movimiento alrededor del Sol.

### Coordenadas cartesianas geocéntricas del planeta
Los planetas los vemos desde la Tierra. Sus coordenadas cartesianas geocéntricas son (vector Tierra-planeta) {\displaystyle (x',\ y',\ z')} que resultan suma de las coordenadas cartesianas heliocéntricas del Sol (X,Y,Z) (vector Tierra-Sol) y las coordenadas cartesianas heliocéntricas del planeta {\displaystyle (x,\ y,\ z)} (vector Sol-planeta)
{\displaystyle x'=X+x\,}
{\displaystyle y'=Y+y\,}
{\displaystyle z'=Z+z\,}

### Coordenadas ecuatoriales geocéntricas del planeta
Ahora se trata de pasar de esas coordenadas cartesianas geocéntricas a las polares {\displaystyle (\rho ,\alpha ,\delta )\,} distancia geocéntrica, Ascensión recta y Declinación geocéntricas que determinan su posición en el cielo.
Se usan las relaciones directas:
{\displaystyle x'=\rho \times \cos(\alpha )\times \cos(\delta )}
{\displaystyle y'=\rho \times \sin(\alpha )\times \cos(\delta )}
{\displaystyle z'=\rho \times \sin(\delta )}
y sus inversas que permiten el cálculo:
{\displaystyle \tan(\alpha )={\frac {y'}{x'}}\,}
{\displaystyle \tan(\delta )={\frac {z'}{\sqrt {(x')^{2}+(y')^{2}}}}}
{\displaystyle \rho ={\sqrt {(x')^{2}+(y')^{2}+(z')^{2}}}}
- Nota importante:  El último apartado corresponde a coordenadas geocéntricas pero por terminar el tema se ha colocado aquí.